# داميان فرانسيس
داميان فرانسيس (بالإنجليزية: Damien Francis)‏ (27 فبراير 1979 في المملكة المتحدة - ) هو لاعب كرة قدم بريطاني في مركز الوسط. شارك مع منتخب جامايكا لكرة القدم. أما مع النوادي، فقد لعب مع نادي واتفورد ونورويتش سيتي وويغان أتلتيك ونادي ويمبلدون.

## وصلات خارجية
- داميان فرانسيس على موقع قاعدة بيانات كرة القدم.إي يو (الإنجليزية)
- داميان فرانسيس على موقع ناشيونال فوتبول تيمز (الإنجليزية)
- داميان فرانسيس على موقع Soccerbase.com (لاعب) (الإنجليزية)
- داميان فرانسيس على موقع Soccerway.com (الإنجليزية)
- داميان فرانسيس على موقع عالم كرة القدم.نت (الإنجليزية)